# Цзиньхуа
Цзиньхуа́ (кит. упр. 金华, пиньинь Jīnhuá) — городской округ в провинции Чжэцзян КНР.

## История
Во времена первых централизованных империй эти места входили в состав округа Куайцзи (会稽郡), власти округа размещались на месте современного Сучжоу. Изначально здесь был уезд Ушан (乌伤县). В 192 году западная часть уезда Ушан была выделена в уезд Чаншань (长山县), названный так по имеющейся на его территории горе, а в 245 году южная часть уезда Ушан стала отдельным уездом Юнкан. В эпоху Троецарствия в 266 году из округа Куайцзи был выделен округ Дунъян (东阳郡), власти которого разместились в уезде Чаншань.
Когда после долгого периода раздробленности китайские земли объединились в составе империи Чэнь, то в 562 году в связи с тем, что гору Чаншань ещё называли Цзиньхуашань, округ Дунъян был переименован в округ Цзиньхуа (金华郡); уезд Чаншань также был впоследствии переименован в уезд Цзиньхуа. Объединив всю страну, империя Чэнь сменила название на Суй, и в 593 году округ Цзиньхуа был переименован в область Учжоу (婺州). В 607 году он опять стал округом Цзиньхуа, но после смены империи Суй на империю Тан в 621 году эти земли опять стали областью Учжоу. В 624 году на землях бывшего уезда Ушан был создан уезд Иу (义乌县). В 686 году восточная часть уезда Иу была выделена в отдельный уезд Дунъян, в 691 году из уезда Юнкан был выделен уезд Уи, а в 754 году северные земли уезда Иу вошли в состав нового уезда Пуян (浦阳县), в X веке переименованного в Пуцзян. В 742 году область Учжоу опять стала округом Цзиньхуа, но уже в 758 году вновь стала областью Учжоу.
После монгольского завоевания область Учжоу стала в 1276 году Учжоуским регионом (婺州路). Когда Чжу Юаньчжан сверг власть монголов, то в 1358 году переименовал Учжоуский регион в Нинъюэскую управу (宁越府), а в 1360 году — в Цзиньхуаскую управу (金华府). После Синьхайской революции в Китае была проведена реформа структуры административного деления, в ходе которой управы были упразднены, и в 1912 году Цзиньхуаская управа была расформирована.
В 1939 году восточная горная часть уезда Дунъян была выделена в отдельный уезд Паньань.
После образования КНР в 1949 году был образован Специальный район Цзиньхуа (金华专区), состоящий из городов Цзиньхуа и Ланьси (урбанизированные части одноимённых уездов, выделенные в отдельные города) и 9 уездов. В 1950 году был расформирован Специальный район Цзяньдэ (建德专区), и 4 из входивших в него уездов также вошли в состав Специального района Цзиньхуа; города Цзиньхуа и Ланьси были при этом упразднены, а их территории возвращены в состав уездов. В 1951 году город Цзиньхуа был создан вновь, и Специальный район Цзиньхуа стал состоять из 1 города и 13 уездов.
В 1950-х и 1960-х годах административное деление провинции Чжэцзян постоянно менялось. Специальные районы создавались и упразднялись, уезды присоединялись к другим уездам и создавались вновь, город Цзиньхуа то подчинялся напрямую властям провинции Чжэцзян, то переходил под юрисдикцию Специального района. В 1973 году Специальный район Цзиньхуа был переименован в Округ Цзиньхуа (金华地区).
В 1979 году урбанизированная часть уезда Цзиньхуа была вновь выделена в городской уезд Цзиньхуа (金华市), а в 1981 году уезд Цзиньхуа был присоединён к городскому уезду Цзиньхуа.
В мае 1985 года постановлением Госсовета КНР округ Цзиньхуа был разделён на городские округа Цзиньхуа и Цюйчжоу; городской уезд Цзиньхуа был при этом разделён на район городского подчинения Учэн и уезд Цзиньхуа, а уезд Ланьси преобразован в городской уезд.
В 1988 году уезды Дунъян и Иу были преобразованы в городские уезды.
В октябре 1992 года уезд Юнкан был преобразован в городской уезд.
В 2000 году уезд Цзиньхуа был преобразован в район Цзиньдун, часть его земель при этом была передана в состав района Учэн.

## Административно-территориальное деление
Городской округ Цзиньхуа делится на 2 района, 4 городских уезда, 3 уезда:
| Карта                                                  | Карта    | Карта     | Карта        | Карта            | Карта         |
| ------------------------------------------------------ | -------- | --------- | ------------ | ---------------- | ------------- |
| Учэн Цзиньдун Уи Пуцзян Паньань Ланьси Иу Дунъян Юнкан |          |           |              |                  |               |
| Статус                                                 | Название | Иероглифы | Пиньинь      | Население (2010) | Площадь (км²) |
| Район                                                  | Учэн     | 婺城区    | Wùchéng qū   |                  |               |
| Район                                                  | Цзиньдун | 金东区    | Jīndōng qū   |                  |               |
| Городской уезд                                         | Ланьси   | 兰溪市    | Lánxī shì    |                  |               |
| Городской уезд                                         | Иу       | 义乌市    | Yìwū shì     |                  |               |
| Городской уезд                                         | Дунъян   | 东阳市    | Dōngyáng shì |                  |               |
| Городской уезд                                         | Юнкан    | 永康市    | Yǒngkāng shì |                  |               |
| Уезд                                                   | Уи       | 武义县    | Wǔyì xiàn    |                  |               |
| Уезд                                                   | Пуцзян   | 浦江县    | Pǔjiāng xiàn |                  |               |
| Уезд                                                   | Паньань  | 磐安县    | Pán'ān xiàn  |                  |               |

## Экономика

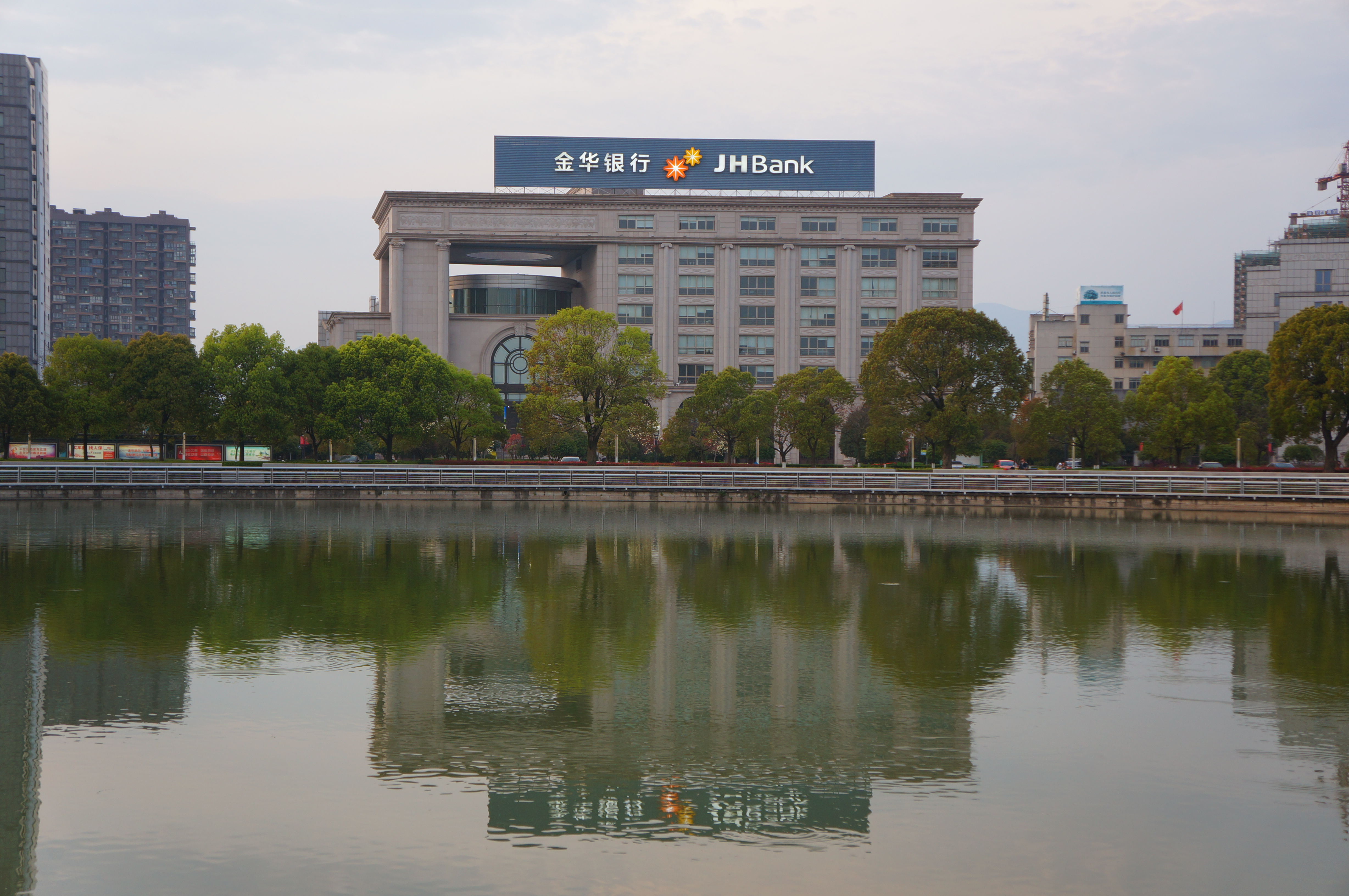
Штаб-квартира регионального Jinhua Bank

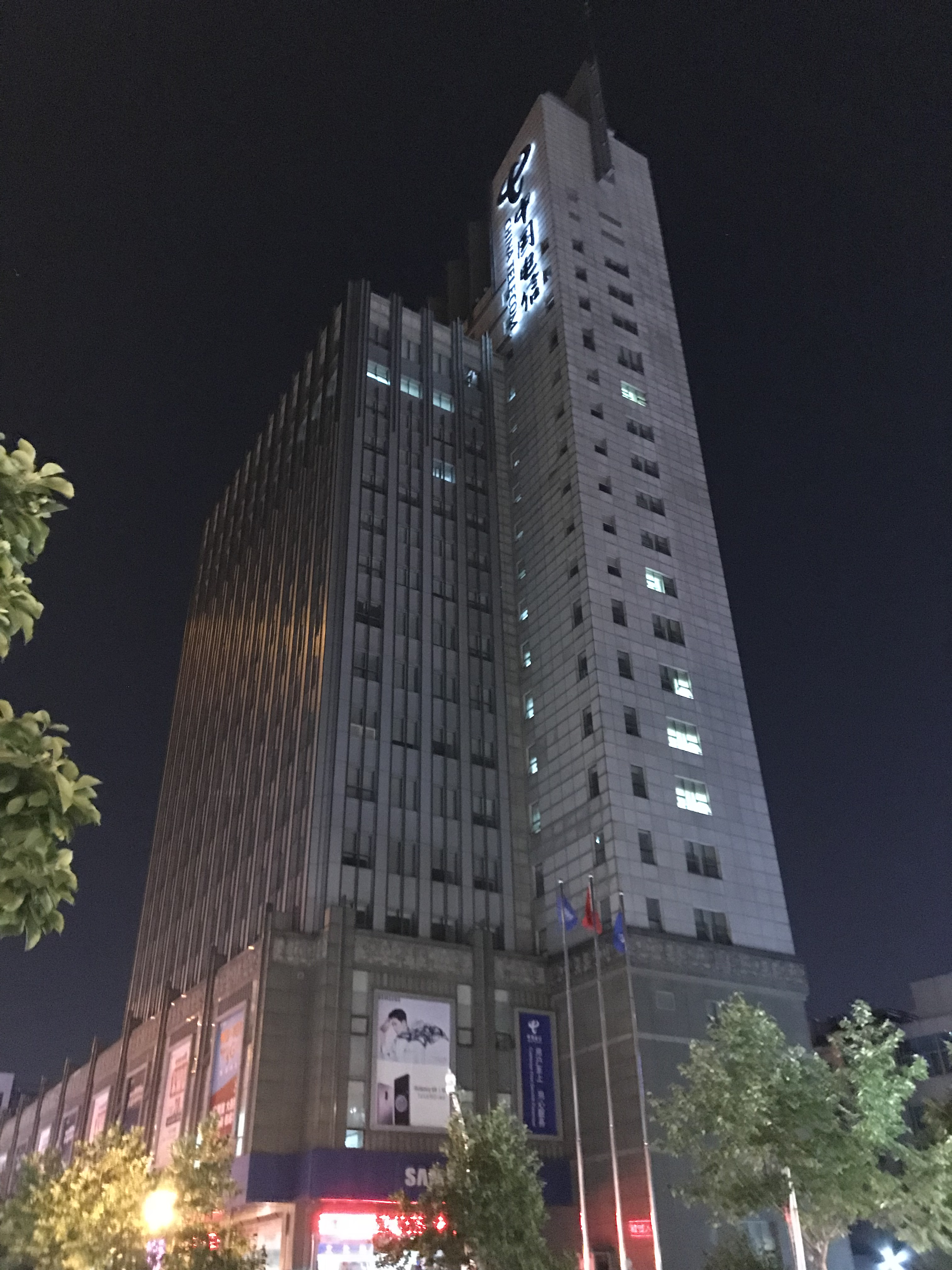
Офис China Telecom в Цзиньхуа

Цзиньхуа является крупным логистическим центром Восточного Китая и лидирует в стране по числу отправленных посылок. За период 2010—2020 годов среднегодовой рост в сфере экспресс-доставки города превышал 55 %. В 2020 году операционные доходы в сфере экспресс-доставки составили около 28,4 млрд юаней (около 4,4 млрд долл. США), онлайн-продажи физических товаров составили более 1,1 трлн юаней. По состоянию на 2021 год на долю Цзиньхуа приходилось 10 % объёма операций в сфере экспресс-доставки по всей стране и 50 % объёма провинции Чжэцзян; ежедневно из Цзиньхуа в разные города Китая и мира отправлялось в среднем около 30,4 млн посылок.
Цзиньхуа активно развивает цифровую экономику, розничную онлайн-торговлю и трансграничную электронную коммерцию, опираясь на преимущества города Иу, находящегося в его административном подчинении и известного как мировой супермаркет и главный центр электронной коммерции Китая. Китайские и международные гиганты электронной коммерции создают в Иу собственные офисы и складские комплексы.

### Промышленность
В Цзиньхуа базируется компания Youngman Automobile Group — производитель легковых автомобилей, автобусов и грузовиков.

## Транспорт
С августа 2017 года важное значение имеют железнодорожные грузоперевозки по маршруту Китай — Европа, которые связывают Цзиньхуа с Центральной Азией, Россией, Азербайджаном, Польшей, Венгрией, Германией и Нидерландами. Крупнейшим транспортным узлом является Южный вокзал Цзиньхуа.
30 августа 2022 года введён в эксплуатацию метрополитен Цзиньхуа.